# Церен-Дондук
Церен-Дондук (д/н — 1735) — 2-й калмицький хан у 1724—1735 роках.

## Життєпис
Другийсин хана Аюки. Про дату народження та молоді роки практично відсутні відомості. У лютому 1722 року після смерті старшого сина Чакдорджаба, хан Аюка скасував попереднє рішення щодо передачі спадщини онукові — Дасангу, старшому синові Чакдорджаба. Під час зустрічі Аюкі з російським імператором Петром I на початку 1722 біля Саратова, Аюка просив імператора призначити своїм спадкоємцем другого сина Церен-Дондука, на що отримав усну згоду. Церен-Дондукк було надано в управління Еркетеневський улус, що був основою власних володінь хана.
Взимку 1723 року разом з небожем Дондук-Омбо вирушив навздогін калмикам, що відкочували на Дон. У листопаді 1723 року було придушено заколот Дасанга, який втік до Кабарди
1724 року після смерті Аюки права на трон знову висунув Дасанг, всуперечзатвердженомуспадкоємцю — Церен-Дондуку Російський уряд, своєю чергою, також втрутився у питання спадщини в Калмицькому ханстві, підтримавши Доржі-Назара, сина Назар-Мамута з побічної гілки династії. Але той зрештою відмовився від боротьби за владу, не бажаючи давати в аманати (заручники) росіянам свого молодшого сина й невпевнений в підтримці калмиків. Своєю чергою Шакур-лама переконував російський уряд в необхідності підтримати Церен-Дондука. Втім лише 11 листопада надійшов указ Сенату про затвердження того ханом.
Але невдовзі в ханстві стали формуватися угруповання, які підтримували різних претендентів на престол — Церен-Дондука і Дондук-Омбо. 1 травня 1731 року новий астраханський губернатор Іван Ізмайлов офіційно оголосив Церен-Дондука ханом. Невдовзі прийняв ціньське посольство. 9 листопада 1731 року Галдан-Данджин, брат Церен-Дондук, із 2 тис. вояків напав на Дондук-Омбо. Зазнавши поразки, Галдан-Данджин утік до Царицина. Російський уряд втрутився у конфлікт на боці Церен-Дондука. Дондук-Омбо, щоб не вступати в конфлікт із росіянами, пішов до Кубані, де прийняв підданство Османської імперії.
Решта панування Церен-Дондука пройшло мирно. 1734 року в рамках підготовки до війни з останньою російський уряд відправив до Дондук-Омбо донського старшину Данила Єфремова з пропозицією повернутися до Росії, де отримати владу над Калмицьким ханством. 7 березня 1735 року Дондук-Омбо був оголошений «головним управителем калмиків». Церен-Дондука фактично відсторонено від влади, зберіг лише титул хана. Невдовзі його було відправлено до Санкт-Петербурга, де той помер в січні 1737 року.